# Mistakemistake
Mistakemistake је вокално-инструментални састав основан 1997. године у Београду. Основали су га Иван Бон (аутор и извођач, иначе магистар вајарства по струци), Еди Бон (продуцент, аранжер и мајстор звука, иначе доктор астрофизике по струци). Кроз овај састав прошло је много музичара и певача. Неки су били чланови групе, а неки су кроз разне сарадње допринели опусу објављених и необјављених композиција ове групе . Најпознатије нумере овог састава су "Move On", "Don't Be So Bad", "Leave in Summer", као резултат сарадње са Еленом Ланге из Хамбурга (Немачка). Приликом првог расцепа овог састава су Милован Бошковић, Ана Јанковић (Зое Кида), Ана Ђурић (Констракта) и Небојша Анђелковић (Шобаја) формирали групу Земља грува, а у Мистејк Мистејк је дошла Бојана Вунтуришевић, која је касније са била у саставу Сви на под!, а сада је познатија у свом соло пројекту. Поред ових чланова, познате су песме и са Вукашином Марковићем из Ајри Еф Ем састава, као и са популарним репером Виклером (Ђорђем Миљеновићем).